# Burgruine Palafolls
Die Burgruine von Palafolls (auf Katalanisch Castell de Palafolls; auf Spanisch Castillo de Palafolls) ist die Ruine einer mittelalterlichen Befestigungsanlage (Höhenburg) auf der Erhebung Turó del Castell oberhalb des katalanischen Ortes Palafolls.
Die Burg von Palafolls sicherte ursprünglich die Straße von Girona nach Barcelona sowie das Mündungsgebiet des Flusses Tordera. Sie war zwischen dem 10. und dem 16. Jahrhundert in Nutzung und war Sitz der gleichnamigen Baronie. 968 wurde die Befestigung erstmals urkundlich erwähnt, um 1400 erreichte sie den umfangreichsten Ausbau und ab dem 16. Jahrhundert verfiel die Anlage nach und nach. Heute ist sie eine Ruine.

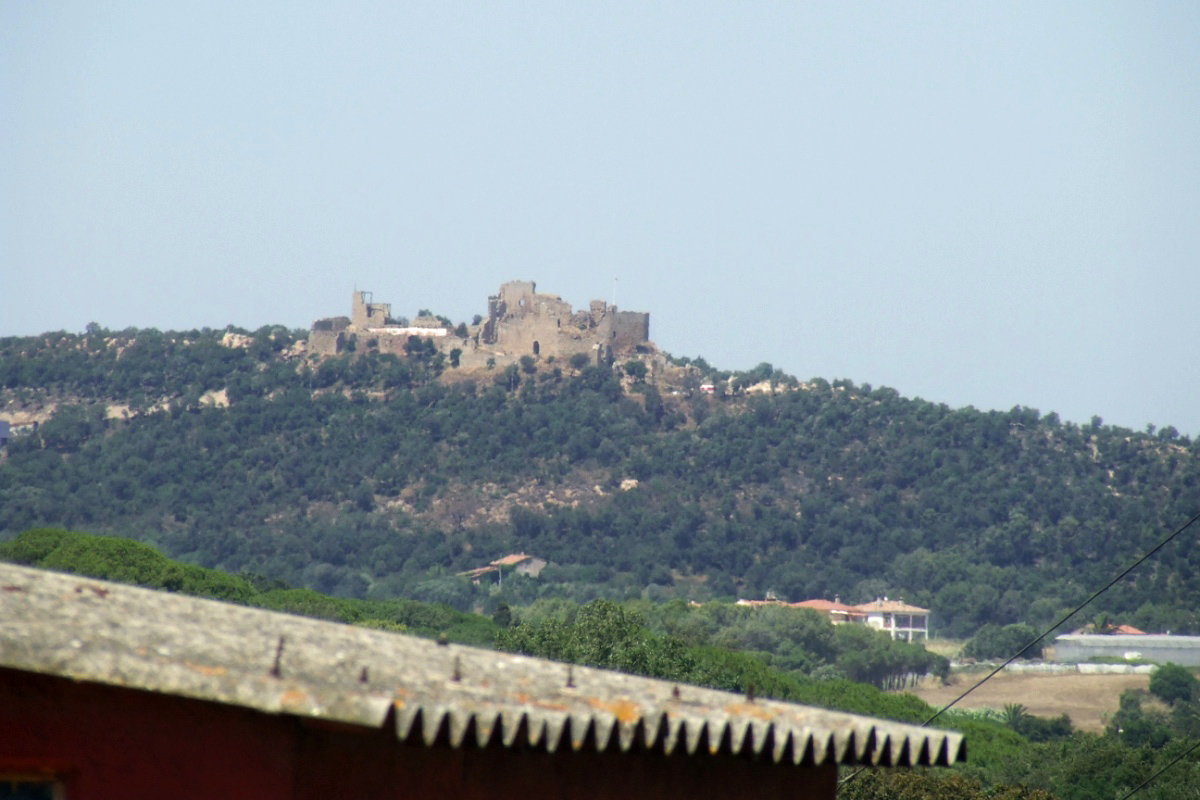
Fernansicht der Ruine
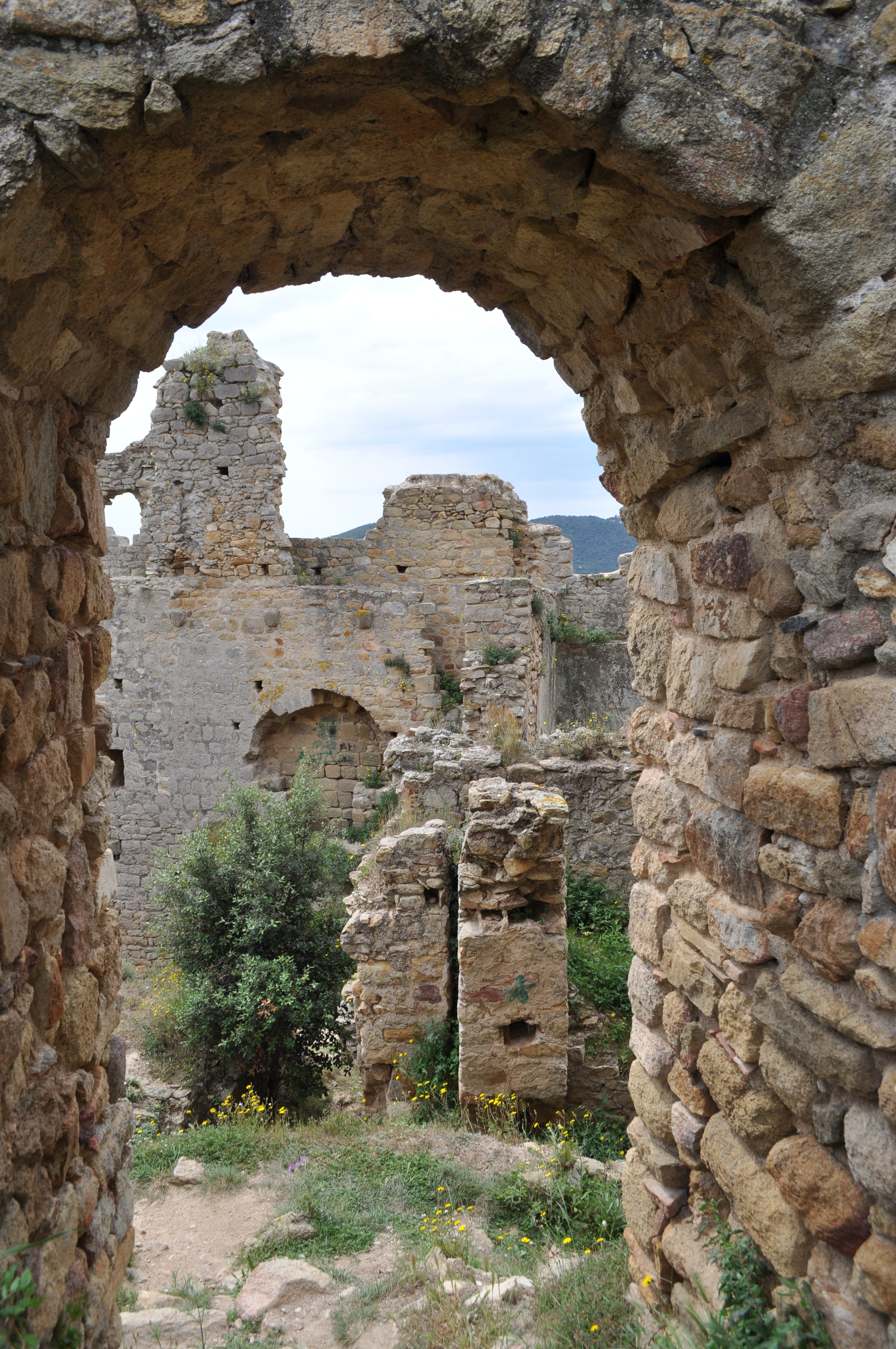
Innenansicht
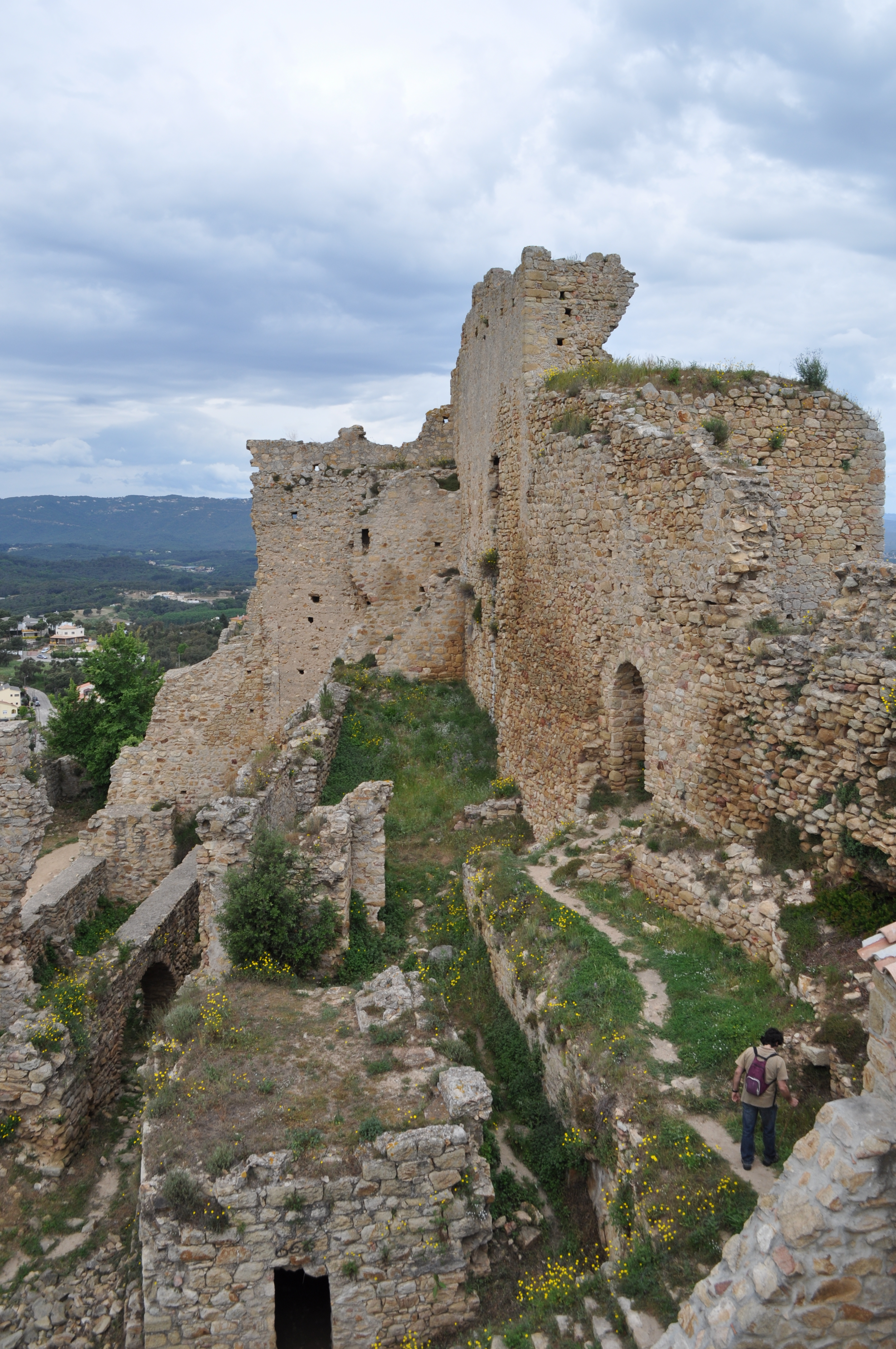
Seitenansicht